# Тека (село)
Тека́ (рос. Тека) — село у складі Кожевниковського району Томської області, Росія. Входить до складу Малиновського сільського поселення.

## Населення
Населення — 357 осіб (2010; 416 у 2002).
Національний склад (станом на 2002 рік):
- росіяни — 96 %